# 萊奧本
萊奧本（德語：Leoben，德語發音：[leˈoːbn̩] ⓘ）是位於奧地利中部施泰爾馬克州的一個城市。人口約有2.5萬人。地處穆爾河畔。该城市的其中一个著名建筑物是莱奥本司法中心，该建筑物于2005年完工。

## 友好城市
- 中国徐州市 1994年